# Долина
У геологији, долина је депресија са доминантом дужином у једном правцу, у односу на остале. Представља ерозиони облик који се јавља у неколико геоморфолошких процеса. Веома дубоке речне долине називају се кањони и клисуре. Долине могу имати два основна облика, U-облик и V-облик. Највећи број долина припада једном од ова два основна типа, или неком типу њихове комбинације.

## Речна долина
Долина, формирана сталним линијским током, односно речна долина, обично има -облик. Тачан облик зависи од карактеристика тока који тече долином. Реке са стрмим градијентима, као што је то случај у планинским подручјима, формирају стрме стране и уско дно. Плиће реке могу формирати блаже долине, али у најнижим деловима реке, где она достиже своју ерозиону базу, почиње да таложи седименте, па дно долине постаје заравњено.

## Ледничка долина
Долина коју формира ледник, односно валов, обично има -облик. Долина постаје видљива тек након повлачења ледника који је формира. Када се ледник повуче, или се отопи, на дну долине остаје материјал који је транспортован испод или унутар тела ледника. Облик долине не одређује нагиб подлоге, већ количина леда у леднику, односно, величина ледника. Ледници који се континуирано крећу, поготово у току леденог доба, обично формирају велике долине.
Примери долина са U-обликом пронађени су на скоро свакој планини која је била изложена глацијацији, обично током плеистоцена. Скорашње долине U-облика су пре глацијације биле долине V-облика. Ледници су их продубљивали и проширивали, мењајући тако и њихов облик. Ово се дешавало током ледничке ерозије, непосредне или посредне, што је резултовало великом количином стенског материјала (глацијалним тилом), који је транспортовао ледник. Овај материјал таложен је на дну ледничке долине. Након топљења ледника, остала је долина веома стрмих страна и широког, заравњеног дна. Овом долином затим почиње да тече реке, међутим много мања у односу на ону која би формирала долину тих димензија.

## Прелазне форме и долинска рамена
У зависности од топографије, типа стена и климе, постоји много прелазних типова између долина U-облика и V-облика, а постоје и заравњене долине. Њихово дно може бити широко или уско, али једна од карактеристика је и тип долинског рамена. Што је планинска долина шира, то ће њена долинска рамена, у највећем броју случајева, бити лоцирана ниже. Важан изузетак су кањони, где су долинска рамена лоцирана скоро на врху долине.

## Висеће долине
Висећа долина је долина притоке неке реке, чије је дно на много вишем нивоу у односу на дно долине реке у коју се притока улива. Обично имају U-облик, када се мањи ледник спајао са већим ледником. Главни ледник формира дубоку долину U-облика, са готово вертикалним долинским странама, док мањи ледник формира плићу долину U-облика. Пошто су површи ледника у почетку на истом нивоу, због тога делује да плића долина „виси“ изнад долине главног ледника. На крају висеће долине се обично формирају водопади. Висећа долина је долина која се завршава на врху стрмог одсека.

## Тектонске долине
Тектонске долине су удубљења у Земљиној кори, обично издужена у једном правцу, која настају дејством едногених сила, а касније бивају обликоване неким геоморфолошким процесом. Тектонске долине настају тако што се део Земљине коре спусти дуж система паралелних или субпаралелних раседа. Тако настала долина назива се тектонски ров. Тектонски ровови представљају предиспозицију за развој линијског речног тока. Велике реке су обично контролисане раседима, и теку по тектонском рову (нпр. Велика Морава, у Србији). Такође, крашко поље представља тектонску долину обликовану крашким процесом.

## Тунелске долине
Тунелска долина је велика, дуга долина облика слова „U” оригинално просечена под глечерским ледом у близини маргине континенталних ледених плоча, као што су оне које сада покривају Антарктик, а некад су покривале порције свих континената током ледених доба.
Тунелска долина може да буде до 100 km (62 mi) дуга, 4 km (2,5 mi) широка, и 400 m (1.300 ft) дубока (њена дубина може да варира по њеној дужини).
Тунелске долине су формиране субглацијалном воденом ерозијом. Оне су служиле као субглацијални дренажни путеви који су носили велике количине растопљене воде. Њихови попречни пресеци показују стрме бокове сличне фјордским зидовима, а њихова равна дна типична су за субглацијалну ледену ерозију.

## Ванземаљске долине
Бројне издужене депресије су идентификоване на површини Марса, Венере, Месеца и других планета и њихових сателита и познате су као долине (једнина: 'vallis'). Дубље долине са стрмијим странама (слично кањонима) на неким од ових тела познате су као чазме (једнина: 'чазма'). Дугачка уска удубљења се називају браздама.